# Castello di Kanina
Il castello di Kanina è un monumento del patrimonio culturale di Kanina, nel distretto di Valona in Albania.

## Storia
Il castello di Kanina si trova a 6 km dalla città di Valona, su una collina a 380 m sul livello del mare. Il muro perimetrale è lungo 1 km e copre una superficie di 3,5 ettari. Si ritiene che sia stato eretto a partire dal IV secolo d.C. In tutto il sistema fortificato si distinguono diverse fasi costruttive che si estendono nel periodo antico e nel periodo medievale e comprendente l'epoca bizantina, veneziana e turca. Il castello fu ricostruito da Giustiniano nel VI secolo, che costruì o ricostruì 94 fortificazioni in Epiro. È menzionato da Procopio di Cesarea nella sua lista chiamata Kionin. Nei secoli XII-XIII si trasformò in un centro militare di prim'ordine, al servizio del Regno d'Albania. Fu anche restaurato dal sultano Solimano nel 1530 e più recentemente dai feudatari albanesi di Valona nei secoli XVII-XIX.

## Architettura
Il castello di Kanina è diviso da mura trasversali in tre parti. Di queste si conserva oggi solo la cinta muraria che separa la parte più alta del colle, che era protetta da tre torri. All'interno delle fortificazioni, secondo la testimonianza del viaggiatore turco Evlia Çelebi, c'erano case, edifici di guarnigione, depositi di munizioni e capannoni per l'approvvigionamento idrico. Il castello era attraversato da quattro porte, una delle quali collegava l'ultimo tramezzo in cima (il castello) con il resto della fortificazione. Le altre porte conducevano in direzioni diverse all'esterno del muro principale. Uno di questi ingressi, meglio conservato, si trova sul lato sud. È protetto da una poderosa torre esagonale, ha un'altezza di 3,40 m, con uno spazio luminoso di 2,85 m ed è coperto da un arco sezionale. La porta era a doppia parete e protetta dall'interno con una trave. Alle porte del castello di Kanina non erano presenti sistemi di fortificazione interni, come gallerie ricoperte di archi, ecc., o esterni, che si trovano in altri castelli medievali come Scutari, Kruja e Berat. Gli ingressi erano semplici e protetti da torri laterali. Le torri che rinforzano le mura hanno forme circolari, poligonali, triangolari e quadrangolari.
Molte delle torri, a giudicare dalla tecnica costruttiva e dalle loro forme planimetriche, rappresentano differenti periodi di costruzione. Le prime sono le torri triangolari, che essendo di piccole dimensioni svolgevano anche il ruolo di contrafforti, che si incontrano nei castelli di Berat e Butrinto. Delle sette torri oggi conservate nel castello di Kanina, due hanno forma triangolare. Tuttavia il numero di torri in generale era maggiore. Da uno schizzo planimetrico, pubblicato nel 1688, si evince che il castello aveva allora 14 torri. Di epoca precedente sono alcune torri semicircolari, simili a quelle dell'acropoli di Butrinto. Sia nelle torri semicircolari che triangolari trovano ampio utilizzo pezzi di mattoni e tegole, che sono posti orizzontalmente o irregolarmente tra le fughe di pietra e soprattutto nelle torri triangolari, dove sono state riutilizzate molte pietre antiche. Le torri poligonali sono di epoca successiva e in essi si trovano anche torrette. Per la forma planimetrica e per la tecnica costruttiva queste torri ricordano quelle del castello di Durazzo costruito nel XIII secolo.